# Tavodo
Tavodo è una frazione del comune di San Lorenzo Dorsino in provincia autonoma di Trento. Il borgo si trova nelle Giudicarie Esteriori ad un'altitudine di circa 600 m s.l.m. e conta meno di un centinaio di abitanti. 
Fu sede dell'antica Pieve del Banale, una delle sette pievi delle Giudicarie, menzionata per la prima volta già nel 1161. La frazione è raggiungibile tramite la Strada statale 421 dei Laghi di Molveno e Tenno.

## Storia
Tavodo è stato un comune italiano istituito nel 1920 in seguito all'annessione della Venezia Tridentina al Regno d'Italia.  Nel 1928 è stato aggregato al comune di San Lorenzo in Banale. Nel 1954 viene distaccato insieme a Tavodo e Dorsino per la ricostituzione del comune di Dorsino. Nel 2015 viene inclusa nel nuovo comune di San Lorenzo Dorsino, risultante dall'unione di San Lorenzo in Banale e Dorsino.

## Monumenti e luoghi d'interesse
- Chiesa di Santa Maria Assunta, antica pieve di Banale attestata dal 1161.[5]